# Eisenbahnunfall von Rafz
| Aufgeschnittener Führerstand der Re 460 087. |  |                                    |                                    |
| |  |                                    |                                    |
| \| \| \| Streckengleis von Jestetten \| \| \| \| \| \| \| \| \| \| Unfallstelle bei Weiche 14 \| \| \| \| \| \| \| \| \| \| geschlossenes Gleisabschnittsignal \| \| \| \| \| \| \| \| \| \| S-Bahn 18104 nach Schaffhausen \| \| \| \| \| auf Gleis 4 \| \| \| \| \| IR 2858 nach Schaffhausen \| \| \| \| \| auf Gleis 5 \| \| \| \| \| \| \| \| \| \| \| \| \| \| \| \| \| \| \| \| \| \| \| \| \| \| \| \| \| \| \| \| \| \| \| IR 2859 nach Zürich \| \| \| \| \| auf Gleis 3 \| \| \| \| \| \| \| \| \| \| \| \| \| \| \| \| \| \| \| \| \| \| \| \| \| Streckengleis nach Hüntwangen-Wil \| \| \| Situationsplan der Unfallstelle im Bahnhof Rafz[1] \| \| \| \| |  |                                    |                                    |
| Strecke (außer Betrieb) |  | Streckengleis von Jestetten        | Streckengleis von Jestetten        |
| Abzweig geradeaus und nach links (Strecke außer Betrieb) · Strecke von rechts (außer Betrieb) |  |                                    |                                    |
| Strecke (außer Betrieb) |  | Unfallstelle bei Weiche 14         | Unfallstelle bei Weiche 14         |
| Strecke von links (außer Betrieb) · Abzweig geradeaus und nach rechts (Strecke außer Betrieb) · Abzweig geradeaus und nach links · Strecke von rechts |  |                                    |                                    |
| Strecke (außer Betrieb) · Strecke (außer Betrieb) · Strecke (außer Betrieb) · Grenze · Strecke nach links · Strecke von rechts |  | geschlossenes Gleisabschnittsignal | geschlossenes Gleisabschnittsignal |
| Abzweig geradeaus und von links (Strecke außer Betrieb) · Abzweig geradeaus und nach rechts (Strecke außer Betrieb) · Strecke (außer Betrieb) · Strecke nach links · Strecke von rechts · Strecke |  |                                    |                                    |
| Strecke (außer Betrieb) · Strecke (außer Betrieb) · Strecke (außer Betrieb) · ehemalige Überleitstelle / Spurwechsel links · Strecke |  | S-Bahn 18104 nach Schaffhausen     | S-Bahn 18104 nach Schaffhausen     |
| Strecke (außer Betrieb) · Strecke (außer Betrieb) · Strecke (außer Betrieb) · Strecke |  | auf Gleis 4                        | auf Gleis 4                        |
| Strecke (außer Betrieb) · Strecke (außer Betrieb) · Strecke (außer Betrieb) · ehemalige Überleitstelle / Spurwechsel links |  | IR 2858 nach Schaffhausen          | IR 2858 nach Schaffhausen          |
| Strecke (außer Betrieb) · Strecke (außer Betrieb) · Strecke (außer Betrieb) · ehemalige Überleitstelle / Spurwechsel links |  | auf Gleis 5                        | auf Gleis 5                        |
| Abzweig geradeaus und nach links (Strecke außer Betrieb) · Abzweig geradeaus und von rechts (Strecke außer Betrieb) · Strecke (außer Betrieb) · Strecke (außer Betrieb) |  |                                    |                                    |
| Strecke (außer Betrieb) · Strecke (außer Betrieb) · Strecke (außer Betrieb) · Strecke (außer Betrieb) |  |                                    |                                    |
| Strecke (außer Betrieb) · Strecke (außer Betrieb) · Strecke (außer Betrieb) |  |                                    |                                    |
| Strecke (außer Betrieb) · Strecke von links (außer Betrieb) · Strecke nach rechts (außer Betrieb) |  |                                    |                                    |
| Strecke (außer Betrieb) · Strecke (außer Betrieb) · Strecke von links · Strecke nach rechts |  |                                    |                                    |
| Strecke (außer Betrieb) · Strecke (außer Betrieb) · Strecke |  |                                    |                                    |
| Strecke (außer Betrieb) · Strecke (außer Betrieb) · Strecke |  | IR 2859 nach Zürich                | IR 2859 nach Zürich                |
| Strecke (außer Betrieb) · ehemalige Überleitstelle / Spurwechsel rechts · Strecke (außer Betrieb) · Strecke |  | auf Gleis 3                        | auf Gleis 3                        |
| Strecke nach links (außer Betrieb) · Abzweig geradeaus und ehemals von rechts · Strecke (außer Betrieb) · Strecke |  |                                    |                                    |
| Abzweig geradeaus und ehemals von links · Abzweig geradeaus und nach rechts (Strecke außer Betrieb) · Strecke |  |                                    |                                    |
| Strecke · Abzweig ehemals geradeaus und von links · Strecke nach rechts |  |                                    |                                    |
| Abzweig geradeaus und ehemals nach links · Abzweig geradeaus und ehemals von rechts |  |                                    |                                    |
| Strecke geradeaus |  | Streckengleis nach Hüntwangen-Wil  | Streckengleis nach Hüntwangen-Wil  |
| Situationsplan der Unfallstelle im Bahnhof Rafz |  |                                    |                                    |

Der Eisenbahnunfall von Rafz war ein seitlicher Zusammenstoss zweier Züge der SBB am 20. Februar 2015 bei gestörter Betriebslage im Bahnhof Rafz auf der Bahnstrecke Eglisau–Neuhausen. Ein durchfahrender InterRegio-Zug Zürich–Schaffhausen prallte gegen einen S-Bahn-Triebzug RABe 514, der von Rafz nach Schaffhausen unterwegs war. Sechs Personen wurden verletzt, eine davon schwer. Ursache des Unfalls war das Überfahren eines geschlossenen Signals durch die S-Bahn.

## Ausgangslage
Der S-Bahn-Triebzug RABe 514 046 trifft als Leermaterialzug 28821 fahrplanmässig um 6.27 Uhr auf Gleis 4 in Rafz ein. Er fährt nachher als S-Bahn-Zug 18104 vor allem für Schüler der deutschen Dörfer Lottstetten und Jestetten nach Schaffhausen zurück, um dort Anschluss für den Schulbesuch in Singen (Hohentwiel) zu vermitteln. Der aus der Lokomotive Re 460 087 und fünf SBB-Eurocity-Wagen bestehende InterRegio-Zug 2858 aus Zürich sollte um 6.30 Uhr über das gerade Gleis 3 nach Schaffhausen durchfahren und in Jestetten Süd S-Bahn-Zug 19725 kreuzen, der anschliessend planmässig um 6.40 Uhr in Rafz auf Gleis 3 eintrifft. Umgehend sollte auf Gleis 4 S-Bahn 18104 nach Schaffhausen losfahren.
Am Morgen des 20. Februars war der Betrieb auf der Strecke Zürich–Bülach –Schaffhausen wegen einer Isolierungsstörung an einer Weiche in Niederglatt erheblich gestört. Der verspätete Interregio IR 2859 Schaffhausen–Zürich traf erst um 6.39 Uhr auf Gleis 3 in Rafz ein. Der Gegenzug Interregio IR 2858 aus Zürich hatte 10 Minuten Verspätung. Er wurde wegen fehlender Weichenverbindung in Rafz bereits in Hüntwangen-Wil auf das rechte Streckengleis geleitet und durchfuhr den Bahnhof Rafz auf Gleis 5. Seine Kreuzung mit dem S-Bahn-Zug 19725 war wegen der Verspätung in Jestetten Süd vorgesehen.

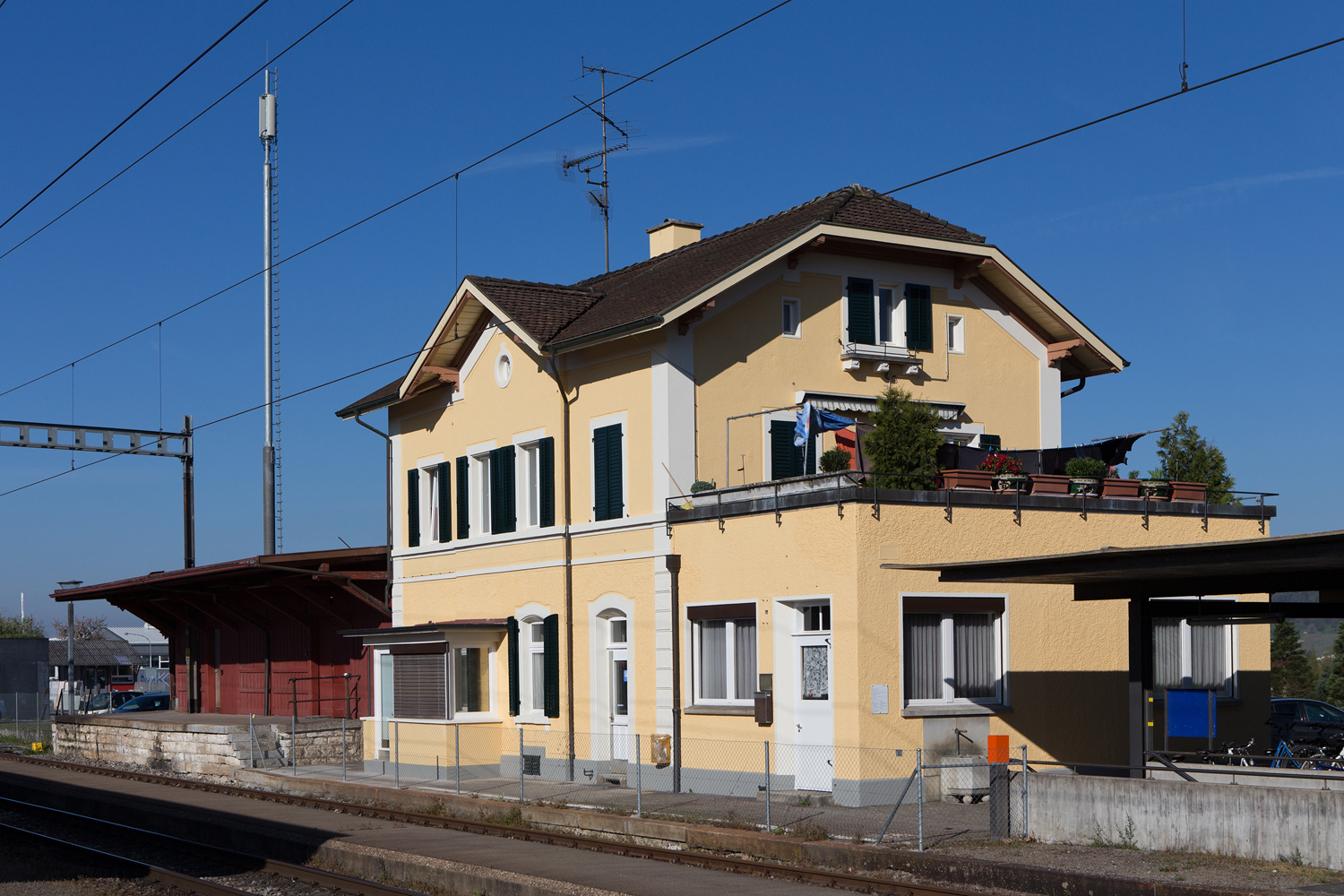
Der Bahnhof Rafz ist mit moderner Sicherheitstechnik ausgerüstet. Trotzdem konnte die Kollision nicht verhindert werden.

In beiden verunfallten Zügen waren je ein Lokomotivführer und ein Lokomotivführer-Anwärter im Führerraum. Weil der Anwärter im S-Bahn-Zug noch keine Fahrberechtigung besass, fuhr der Lokführer. Der Interregio wurde vom kurz vor der Prüfung stehenden Aspiranten unter Aufsicht des Instruktionslokführers gesteuert.
Der Bahnhof Rafz ist mit modernen Sicherungsanlagen ausgestattet. Er verfügt über ein elektronisches Stellwerk Elektra II von Thales aus dem Jahr 2009 und über Zugbeeinflussungen ZUB und Integra-Signum. ZUB ist in Rafz nur für durchfahrende und nicht für wendende Züge eingerichtet.

## Unfallhergang
Nach der Einfahrt des Interregios 2859 in das Gleis 3 wurde das Streckengleis von Lottstetten frei, und das Gleisabschnittsignal für den IR 2686 auf Gleis 5 sowie das hinter der Einfahrweiche liegende Ausfahrsignal gingen auf Fahrt. Zug 18104 auf Gleis 4 fuhr daraufhin um 6.40:10 Uhr los, obwohl das für ihn bestimmte Signal weiterhin Halt zeigte. Um 6.40:31 Uhr fuhr er am geschlossenen Gleisabschnittsignal vorbei und hatte bereits eine Geschwindigkeit von 59 km/h erreicht. Der dortige Integra-Signum-Gleismagnet löste eine Zwangsbremsung aus, so dass Zug 18104 um 6.40:44 Uhr knapp 100 Meter nach dem Signal zum Stillstand kam. Der auf der Ausfahrweiche 14 stehende S-Bahn-Zug verletzte damit das Lichtraumprofil des nahenden Interregios 2858.

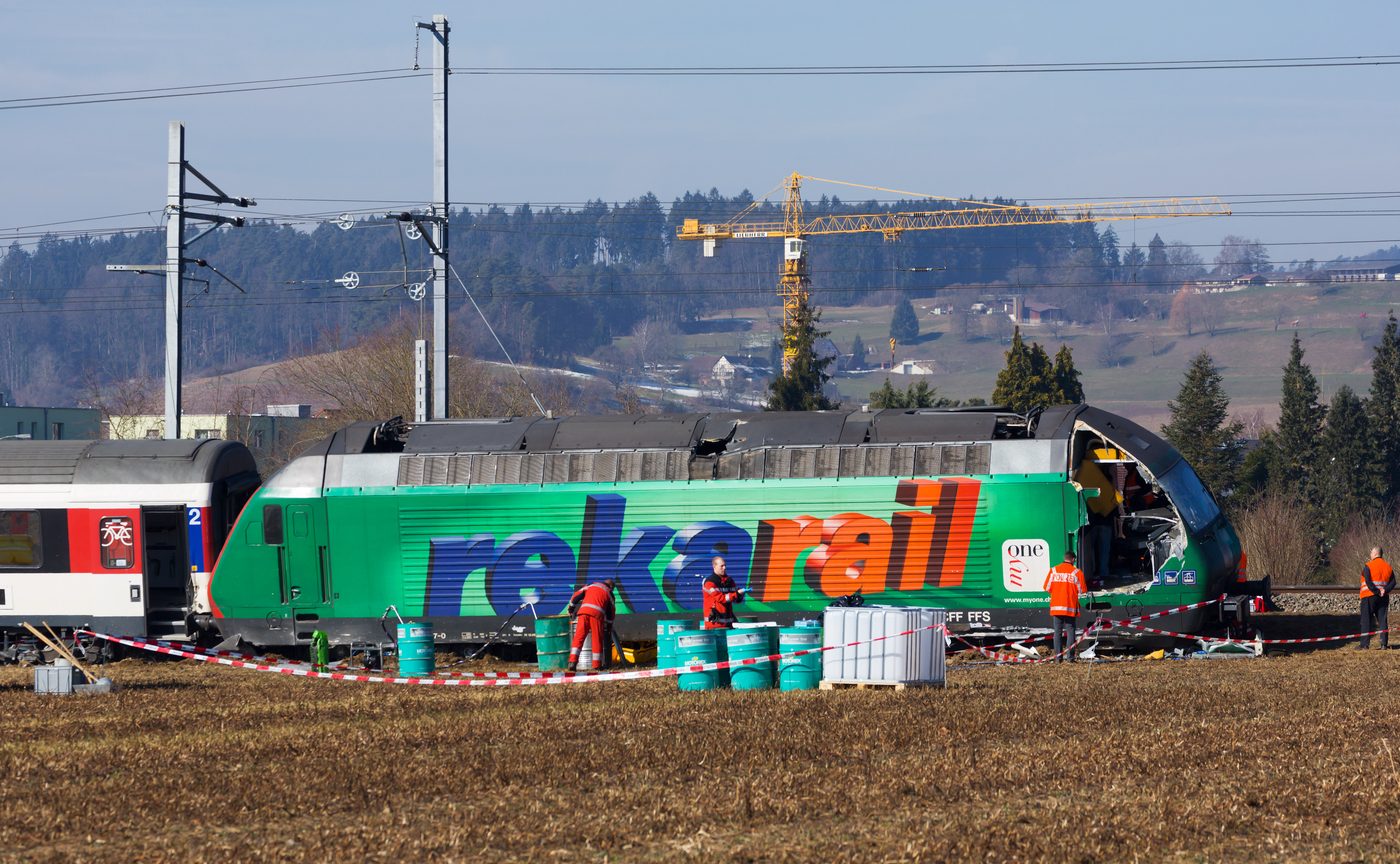
Der Interregio war mit der Re 460 087 bespannt, die für eine Reisegenossenschaft Werbung macht.

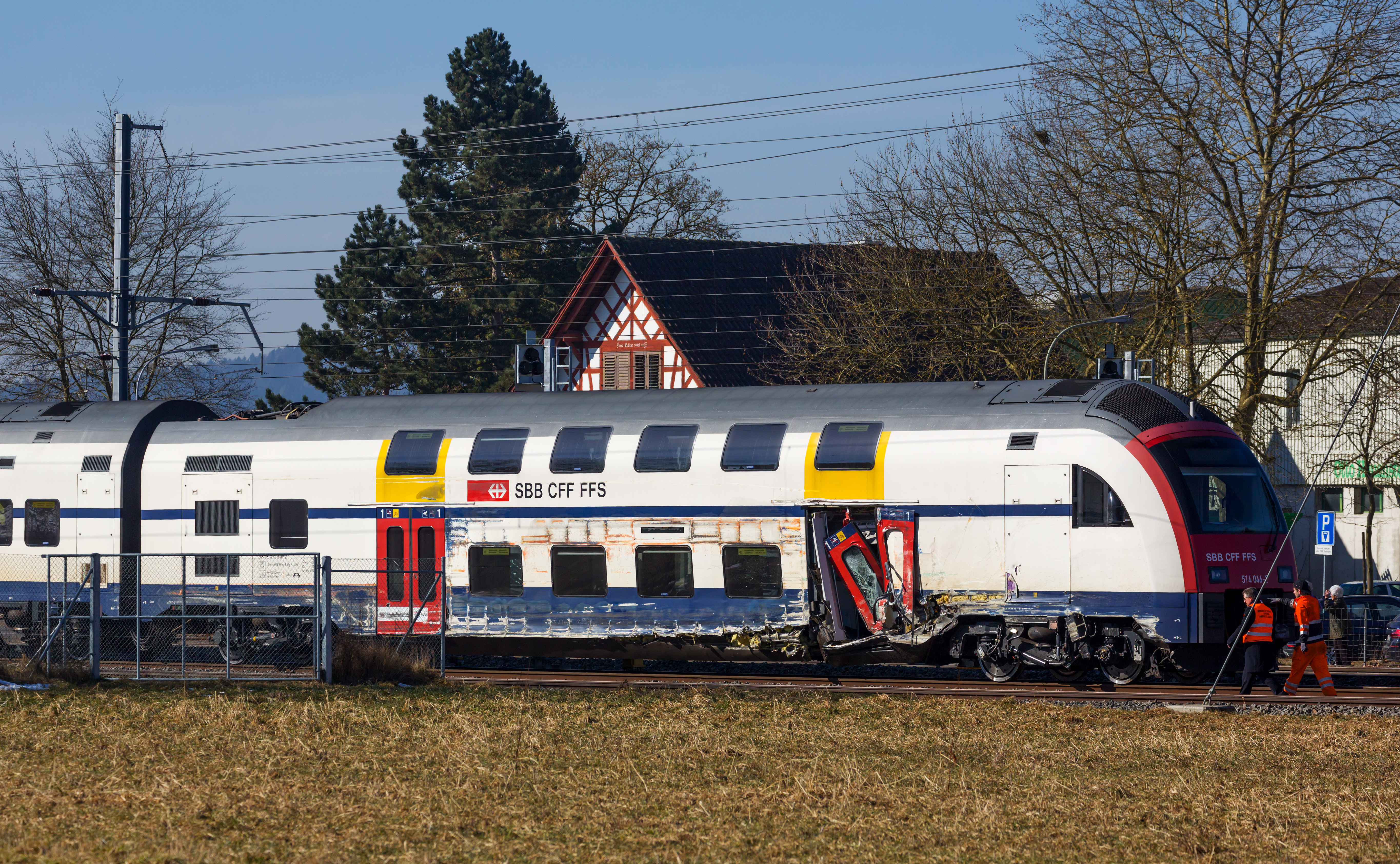
Der betroffene Triebkopf von RABe 514 046

Der IR 2858 fuhr mit einer Geschwindigkeit von etwa 110 km/h in den Bahnhof von Rafz ein. Der fahrende Lokomotivführer-Aspirant bemerkte die Unregelmässigkeit und leitete eine Schnellbremsung ein, die jedoch keinen wesentlichen Einfluss auf die bevorstehende Flankenkollision hatte. Um 6.40:52 Uhr prallte die Re 460 087 in die Seitenwand des Triebzugs RABe 514 046. Die Seitenwand des S-Bahn-Triebzugs wurde eingedrückt und im unteren Bereich aufgeschlitzt. Die Lokomotive und die fünf Wagen des Interregios entgleisten, zwei Wagen gelangten in Schräglage. Zur Rettung des schwerverletzten Ausbildungslokomotivführers musste die Feuerwehr den Führerstand der Interregiolokomotive aufschneiden.

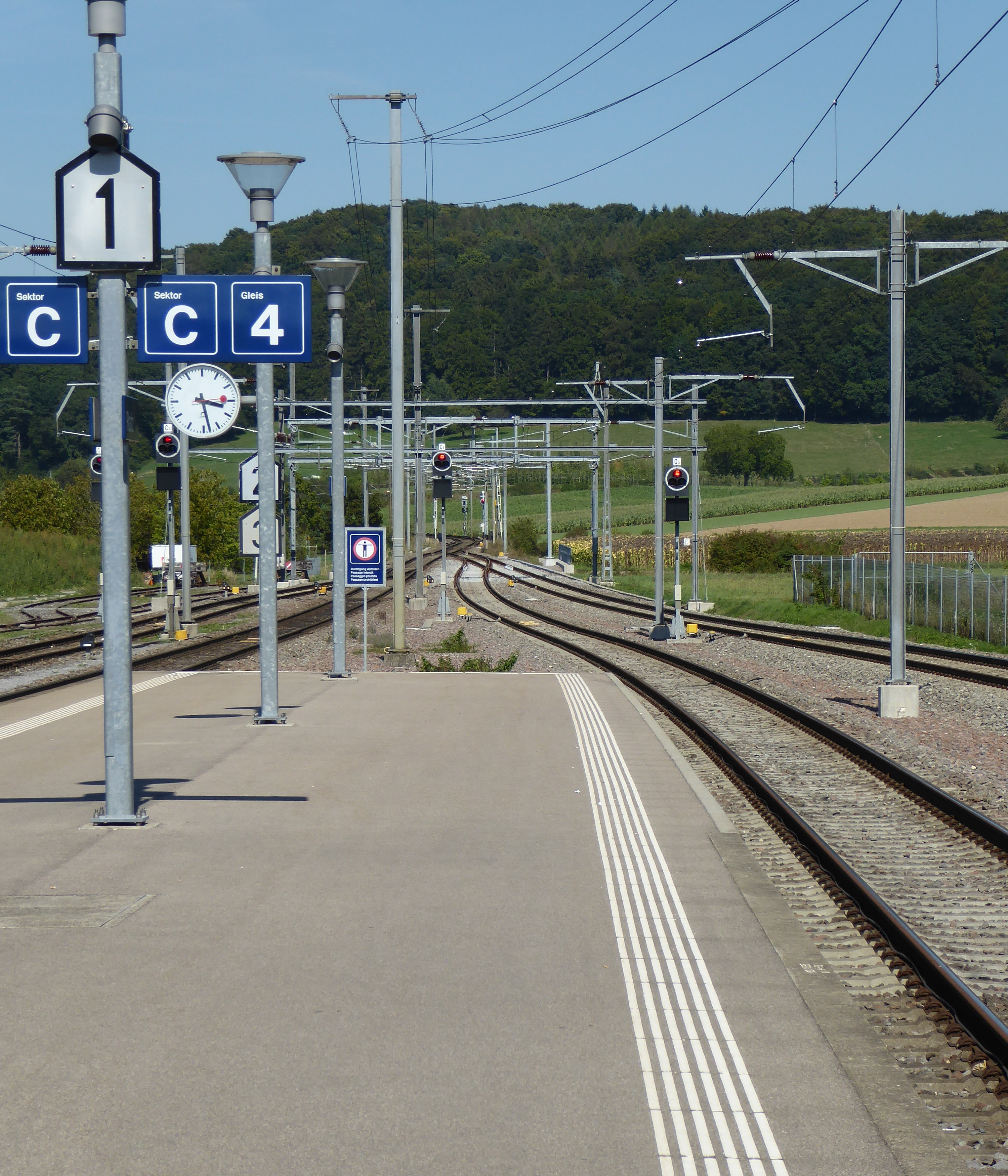
Unübersichtliche Ausfahrt aus dem Bahnhof Rafz in Richtung Schaffhausen wegen des verschlungenen Gleisverlaufs.

Unmittelbare Ursache der Kollision war das Losfahren trotz geschlossenen Ausfahrsignals durch die S-Bahn. Mitverantwortlich für den Unfall ist eine Lücke im Zugbeeinflussungssystem ZUB. Dieses war in diesem speziellen Fall nicht wirksam, weil die von Schaffhausen kommende S-Bahn in Rafz wendete, um wieder nach Schaffhausen zurückzukehren. Wenn ein Zug von Schaffhausen her nach Rafz einfährt, erhält er von ZUB die Information, wie das Signal in Richtung Zürich steht. Weil die S-Bahn aber in diesem Fall wieder zurück nach Schaffhausen fuhr, hatte ZUB keine Information über den Stand des Signals Richtung Schaffhausen. Um den Unfall zu verhindern, hätten die SBB den Bahnhof Rafz mit zusätzlichen Balisen ausrüsten und als Abfahrverhinderung programmieren müssen. Solche Balisen sind seit 2010 verlangt, wenn im Wochendurchschnitt mindestens ein Zug pro Tag wendet. Das war im Nordkopf von Rafz mit einer Wende pro Arbeitstag knapp nicht der Fall. Obwohl eine aus Zürich kommende S 5 stündlich in Rafz wendet, waren auch im Südkopf keine Balisen installiert, aber bereits bestellt.
Der Bahnhof Rafz sei seit dem Umbau im Jahr 2011 unübersichtlicher geworden, kritisierte der Präsident der Lokomotivführergewerkschaft VSLF. Der nach Norden fahrende Triebfahrzeugführer auf Gleis 4 hat wegen des verschlungenen Gleisverlaufs das zum Gleis 5 gehörende Gleisabschnittsignal direkt vor seinen Augen. Das Ausfahrsignal am Nordende des Bahnhofes steht zudem rechts statt wie üblich links des Gleises.
Nach dem Unfall in Granges-Marnand haben die SBB eine eigene Warn-App für die LEA entwickelt, welche die Triebfahrzeugführer bei der Abfahrt vor einem Halt zeigenden Ausfahrsignal warnt. Die App konnte die Kollision in Rafz nicht verhindern, weil sie zum Zeitpunkt des Unfalls erst getestet wurde.

## Folgen
Beim Unfall wurden fünf Reisende leicht verletzt. Der schwerverletzte Lokführer des Interregios war nach einer Operation ausser Lebensgefahr. Der Lokführeranwärter, der sich auch im Führerstand des Interregios befunden hatte, wurde mittelschwer verletzt. Am späteren Nachmittag wurde mit der Bergung der beschädigten Fahrzeuge und den Instandstellungsarbeiten an der Infrastruktur begonnen. Rund 60 Meter Fahrbahn mit einer Weiche mussten erneuert und ein zerstörtes Mast-Fundament ersetzt werden. Bei der sich an der Unfallstelle befindenden Brücke wurden keine Schäden festgestellt. Die Unfall-Fahrzeuge wurden zur Reparatur nach Olten und Yverdon überführt. Der Sachschaden am Rollmaterial betrug nach ersten Schätzungen der SBB mehrere Millionen Franken. Ab der Nacht auf den 22. Februar konnte der Bahnhof Rafz wieder befahren werden. Für Arbeiten an der Fahrleitung und Weiche waren zusätzliche Sperren nötig.

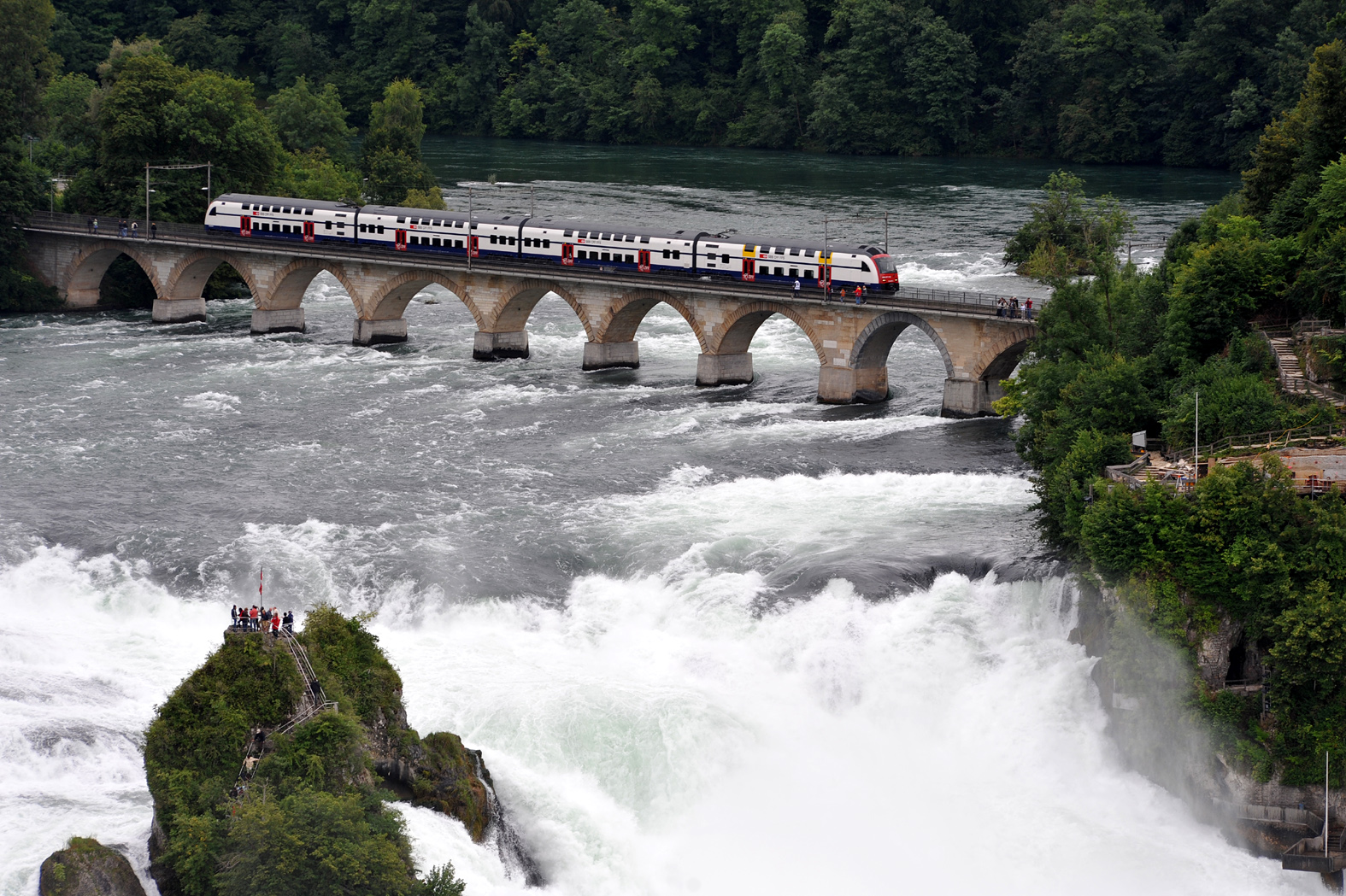
Nach dem Unfall in Rafz wurde der Verkehr von Zürich nach Schaffhausen über die Rheinfallbahn gelenkt. RABe 514 auf der Rheinbrücke bei Laufen

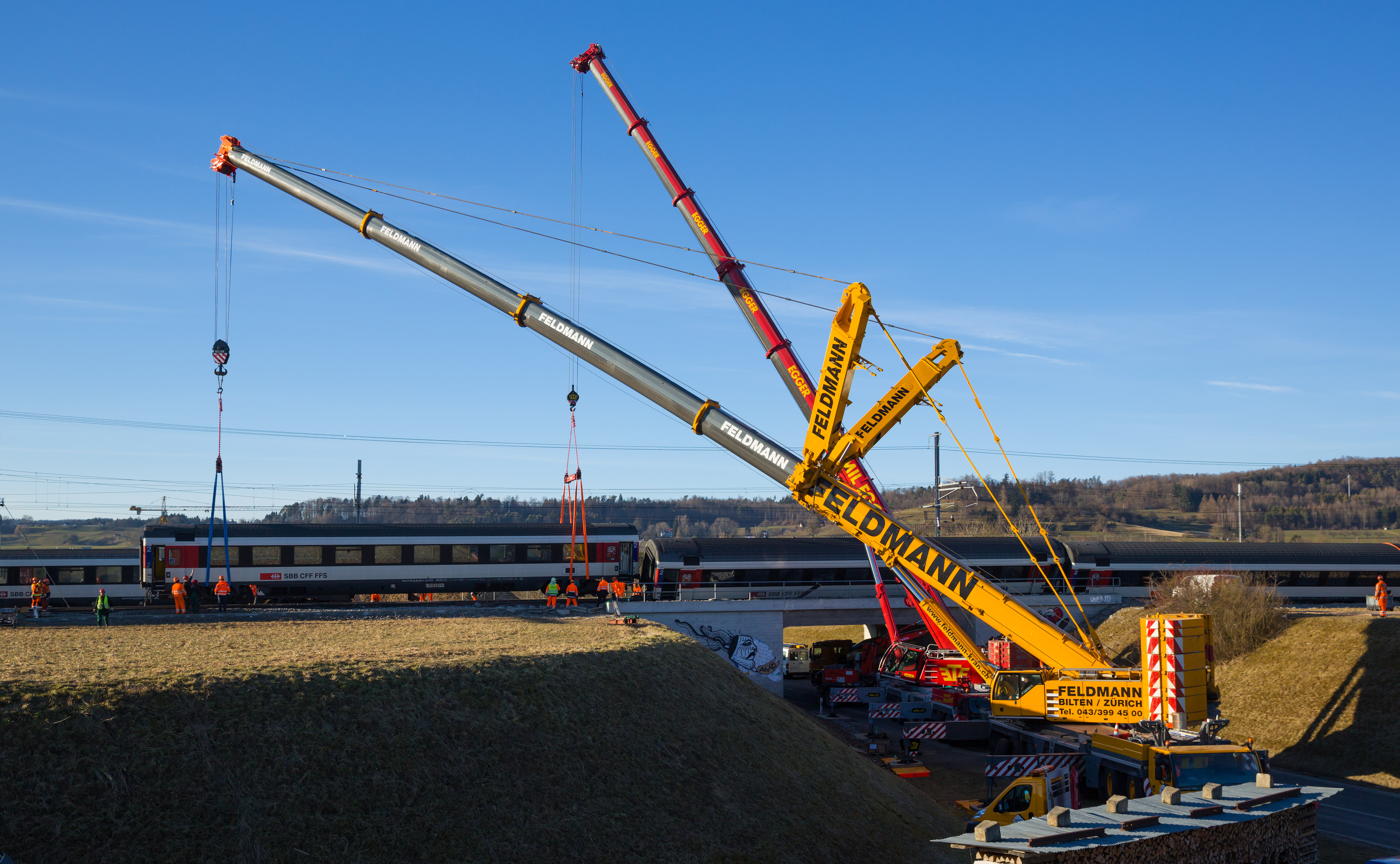
Wiedereingleisen eines Bpm 61 mit Hilfe von zwei Pneukränen

Die Intercity-Züge Zürich–Schaffhausen–Stuttgart und einige Verstärkungszüge zur abendlichen Hauptverkehrszeit zwischen Zürich und Schaffhausen verkehrten über Winterthur–Andelfingen. Die Interregio-Züge zwischen Schaffhausen und Zürich fielen aus. Im Regionalverkehr zwischen Hüntwangen-Wil und Jestetten kamen Busse zum Einsatz. Die Reisenden von Zürich nach Schaffhausen wurden über Winterthur gelenkt.
Auf Vorschlag der Lokomotivführergewerkschaft VSLF wurde die Vorschrift eingeführt, dass bei startenden Zügen oder nach einem Richtungswechsel bei der Abfahrt die Geschwindigkeit von 40 km/h nicht überschritten werden darf. Damit steigt die Wahrscheinlichkeit, dass bei Situationen wie in Rafz der Zug noch vor dem Gefahrenpunkt gestoppt werden kann.
Die Einschränkungen der Sicherungsanlagen bei Wendungen sollen mit der Weiterentwicklung der Zugbeeinflussung behoben werden. ETCS Level 2 soll irrtümliche Abfahrten nach dem Wenden verhindern. Die schweizweite Einführung von ETCS Level 2 ist ab 2025 geplant. In grösseren Bahnhöfen ist ETCS Level 2 in der Spezifikation 3.4.0 noch nicht anwendbar (Stand ?).

## Vergleich mit der Beinahe-Kollision in Altdorf am 15. Oktober 2011

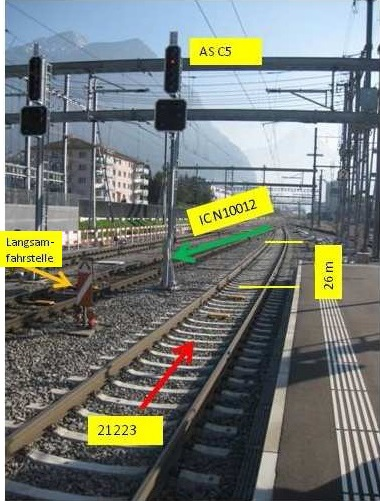
Hier in Altdorf wäre es beinahe zur Kollision gekommen. Zug 21223 fuhr trotz Halt zeigendem Ausfahrsignal (AS C5) los, während auf Gleis 4 der entgegenkommende ICN 10012 nahte. Die Distanz vom Signal C5 bis zum Gefahrenpunkt bei der Weiche beträgt 26 Meter.

Am Samstag, 15. Oktober 2011, fuhr im Bahnhof Altdorf die S 2 21223 Baar Lindenpark–Erstfeld auf Gleis 5 bei geschlossenem Ausfahrsignal ab. Kurz vor dem Ausfahrsignal bemerkte der Triebfahrzeugführer, dass das Signal Halt zeigte und leitete eine Schnellbremsung ein. Bei der Vorbeifahrt am geschlossenen Signal sprach die Zugbeeinflussung Euro-ZUB an, und der Triebwagen vom Typ Stadler Flirt kam 42 Meter nach dem Signal zum Stillstand. Er verletzte das Profil des Gleises 4, wo eine Durchfahrt für den ICN 10012 eingestellt war. Nach Rücksprache mit dem Fahrdienstleiter wurde der Zug rasch hinter das Signal zurückgesetzt. Die Zeit reichte nicht mehr, um einen Notruf auszulösen. Kurz danach fuhr der ICN 10012, der wegen einer Baustelle seine Geschwindigkeit von 140 auf 80 km/h reduzieren musste, durch das Gleis 4.
In Rafz vergingen nur 8 Sekunden vom Stillstand der S-Bahn nach der Zwangsbremsung bis zum Aufprall des Interregios. In dieser kurzen Zeit war es dem Triebfahrzeugführer nicht möglich, nach Rücksprache mit der Betriebsleitzentrale den Zug zurückzusetzen und den Fahrweg des Interregios zu räumen.
Die Sicherheit des Eisenbahnbetriebs beruht in erster Linie auf der korrekten Arbeit der Triebfahrzeugführer. Zugbeeinflussungen decken bekannte Auswirkungen von Fehlhandlungen ab, ein Restrisiko bleibt aber bestehen.